# Ostrovica (okręg pczyński)
Ostrovica (cyr. Островица) – wieś w Serbii, w okręgu pczyńskim, w gminie Vladičin Han. W 2011 roku liczyła 25 mieszkańców.